# جامعة كم إل سونغ العسكرية
جامعة كم إل سونغ العسكرية (بالإنجليزية: Kim Il-sung Military University)‏ هي جامعة، تأسست في 1948، في كوريا الشمالية.